# Paul Hersey
Paul Hersey (* 26. Januar 1931; † 18. Dezember 2012) war ein US-amerikanischer Verhaltensforscher und Unternehmer. Er ist vor allem für die Konzeption Situational Leadership bekannt. Hersey und Ken Blanchard veröffentlichten Management of Organization Behavior.

## Leben
Hersey lehrte über die Ausbildung und Entwicklung im Bereich Führung, Management und Verkauf. Neben seiner Lehrtätigkeit war er Berater für die Industrie, Regierung und militärische Organisationen.
Hersey war ein Distinguished Professor of Leadership Studies an der Nova Southeastern University. Er war ein ehemaliges Mitglied der Fakultät der Northern Illinois University, California State University, Chico, University of Arkansas und Ohio University. Er war auch in die Rollen des Vorsitzenden der Abteilung für Management und Dekan der School of Business. Auch war er Project Director für das Industrial Relations Center der University of Chicago, Training Director bei Kaiser Aluminum & Chemical Company serviert, und Abteilungsleiter am Sandia Corporation.

## Karriere
Herseys Werke sind Management of Organizational Behavior: Unter Verwendung Human Resources, Organizational Change durch wirksame Führung und Verkauf: A Behavioral Science Approach. Seine jüngsten Bücher sind The Situational Leader, Situational Vertriebs-, Service Situational: Customer Care für die Practitioner- und Situationsanalyse Parenting.
Hersey gestaltete die Isolobella Ringvorlesung an Alliant International University in San Diego, hosted by SYMLOG. Er hat an verschiedenen Institutionen, einschließlich Promotion of Education an der University of Massachusetts in Amherst, MBA Studiengänge an den Universitäten von Arkansas und Chicago und einen Bachelor of Science erhalten Degree von der Seton Hall University.
In den 1960er Jahren gegründete Hersey das Center for Leadership Studies, das die Ausbildung in Situational Leadership bietet, sowie Thematisches Coaching, Elternschaft und Verkaufen.

## Werke (Auswahl)
- 1976: Wie Manager reorganisieren
- 1986: Situatives Führen – die anderen 59 Minuten